# آنالیزا اینساردا
آنالیزا اینساردا (ایتالیایی: Annalisa Insardà؛ زادهٔ ۱۳ اکتبر ۱۹۷۸) بازیگر و صداپیشه اهل ایتالیا است.
از فیلم‌ها یا مجموعه‌های تلویزیونی که وی در آن‌ها نقش داشته‌است می‌توان به افسران پلیس و زندگی اشاره نمود.